# Estación Oliveros
Oliveros es una estación de ferrocarril ubicada en la ciudad de Oliveros, provincia de Santa Fe, Argentina.

## Servicios
No presta servicios de pasajeros, sólo de cargas. Sus vías corresponden al Ramal F1 del Ferrocarril General Belgrano. Sus vías e instalaciones están concesionadas a la empresa Trenes Argentinos Cargas.
Hasta inicios de la década de 1980, prestaba servicios de pasajeros de media distancia entre la estación Santa Fe hasta la estación Rosario Oeste, Coronda y Capitán Bermúdez.
Se encuentra precedida por la Estación Maciel y le sigue la Estación Timbúes. Entre esta última y Oliveros, se encuentra la Playa La Ribera, inaugurada en 2020, la cual es un área de servicios para el alistamiento de formaciones y es allí donde se empalma con el Ramal F25 del Ferrocarril General Manuel Belgrano.